# 1944 (film)
1944 este un film estonian dramatic de război din  2015, care a fost regizat de Elmo Nüganen. Filmul a avut premiera în februarie 2015 la Berlin, Germania, înainte de lansarea sa în Estonia și în alte țări din Europa de Nord. Acesta a fost propunerea Estoniei pentru cel mai bun film străin la a 88-a ediție a premiilor Oscar, dar nu a fost nominalizat.
Pe măsură ce Uniunea Sovietică avansează să recupereze Estonia din mâinile ocupanților săi germani, cu pierderi uriașe de ambele părți, filmul explorează conflictele mentale ale tinerilor estoni. Unii s-au oferit voluntari sau au fost recrutați în forțele germane, majoritatea cu puțin angajament față de regimul nazist. Alții s-au oferit voluntari sau au fost recrutați în forțele sovietice, din nou, cu puțin angajament față de regimul comunist. Oricare dintre cele două părți câștigă, partea opusă va fi considerată de estoni ca fiind formată din trădători, susceptibili de executare sau deportare. Nici partea sovietică, nici  cea nazistă nu oferă autonomia estonilor față de controlul străin.

## Prezentare
Filmul începe în iulie 1944 pe linia Tannenberg din Estonia, unde o unitate de soldați estoni din Waffen SS luptă cu Armata Roșie care avansează. O vizită a unui oficial nazist, care înmânează fotografii semnate de Adolf Hitler, atrage ridicolul. Forțele sovietice sunt superioare ca număr de tancuri și infanterie, iar forțele germane trebuie să se retragă printre fluxurile de refugiați civili. După o luptă feroce, cei care înving sunt estonii dintr-o unitate a Armatei Roșii.
În timp ce îngropă morții din ambele părți într-un mormânt comun, un eston din Armata Roșie numit Jüri caută corpul unui eston din forțele germane numit Karl și găsește o scrisoare netrimisă către sora lui Karl, Aino, în Tallinn. Când rușii cuceresc orașul, el livrează scrisoarea în persoană, iar el și Aino devin prieteni, ceea ce atrage dușmănia ofițerului politic al unității sale. În noiembrie 1944, luptându-se în Peninsula Sõrve, unitatea sa surprinde un grup de băieți estoni de șaisprezece ani, în uniformă germană. Ofițerul politic îi poruncește lui Jüri să-i omoare pe toți și, atunci când îi pune la îndoială ordinul, îl împușcă pe Jüri mortal. Câteva secunde mai târziu, ofițerul politic este executat de unul dintre camarazii lui Jüri. Pe trupul lui Jüris, un camarad găsește o scrisoare netrimisă către Aino pe care, atunci când are permisie, o livrează personal.

## Distribuție
- Kaspar Velberg ca Sturmmann Karl Tammik
- Kristjan Üksküla ca sergent Jüri Jõgi
- Maiken Schmidt ca Aino Tammik
- Gert Raudsep ca Ants Saareste
- Ain Mäeots - căpitan Evald Viires
- Peeter Tammearu ca Partorg (oficial al Partidului Comunist)
- Märt Pius și Priit Pius ca frații Käär
- Hendrik Toompere jr ca Rottenführer Kristjan Põder
- Kristjan Sarv ca Abram Joffe
- Ploaia Simmul ca Prohhor Sedõhh
- Martin Mill ca Alfred Tuul
- Ivo Uukkivi ca Rudolf Kask
- Marko Leht ca Valter Hein
- Mait Malmsten ca un reprezentat al Guvernului
- Magnús Mariuson ca Dane Carl
- Pääru Oja ca Sanitar Elmar Säinas
- Hendrik Toompere Jr. Jr. ca Kristjan Põder
- Külli Teetamm ca mamă cu copii
- Kristo Viiding ca Leonhard Talu
- Karl-Andreas Kalmet ca Vladimir Kamenski
- Priit Loog ca Paul Mets
- Andero Ermel ca Oskar Lepik
- Jaak Prints ca Richard Pastak

## Producție
Prima parte a filmărilor a avut loc în octombrie 2013 până la vacanța de Paște din 2014. A continuat apoi la începutul verii lui 2014, când au avut loc și filmările pe Munții Albaștri.
Filmul a fost finanțat de Institutul de Film Estonian, Ministerul Apărării din Estonia, Dotarea Culturală a Estoniei și investiții private.

## Primire
Pe site-ul IMDb, 1944 are un scor mediu de 7,5/10, pe baza voturilor a 1.005 de utilizatori.
Filmul a fost interzis în Federația Rusă.

### Box office
În Estonia, 1944 a fost un succes imens de box office. În weekend-ul premierei, audiența de 19.030 de persoane a stabilit un nou record de sfârșit de săptămână pentru un film estonian, depășind astfel recordul anterior de 15.611 de spectatori ai filmului Nimed marmortahvlil din 2002. Prima săptămână a premierei filmului 1944 a înregistrat, de asemenea, recorduri, cu 44.879 de spectatori, cea mai mare audiență a unui film estonian care a avut premiera în Estonia. 

## Vezi și
- Lista filmelor estone propuse la Oscar pentru cel mai bun film străin
- Listă de filme despre cel de-al Doilea Război Mondial produse în anii 2010